# Morgonda község
Morgonda község (románul: Comuna Merghindeal) község Szeben megyében, Romániában. Központja Morgonda, beosztott falva Lesses.

## Fekvése
Szeben megye északnyugati részén helyezkedik el, Nagyszebentől 58, Szentágotától  8  kilométerre, az Erdélyi-medence déli határán.

## Népessége
1850-től a népesség alábbiak szerint alakult:
| Lakosok száma | 2335 | 2292 | 2521 | 2386 | 2553 | 2072 | 1325 | 1280 | 1212 | 1502 |
|               | 1850 | 1880 | 1900 | 1920 | 1941 | 1977 | 1992 | 2002 | 2011 | 2021 |

A 2011-es népszámlálás adatai alapján a község népessége 1212 fő volt, melynek 75,91%-a román, 16,34%-a roma, 2,51%-a magyar és 1,32%-a német. Vallási hovatartozás szempontjából a lakosság 93,07%-a ortodox és 1,24%-a ágostai hitvallású evangélikus.

## Nevezetességei
A község területéről az alábbi épületek szerepelnek a romániai műemlékek jegyzékében:
- a lessesi erődtemplom (LMI-kódja SB-II-a-A-12378)
- a lessesi evangélikus parókia (SB-II-m-A-12377)
- a lessesi Szent Miklós-templom (SB-II-m-B-12380)
- a lessesi Wohner-ház (SB-II-m-B-12379)
- a lessesi Victor Păcală-emlékház (SB-IV-m-B-12619)
- a morgondai Thomas Quibb-ház, volt községháza (SB-II-m-B-12457)
- a morgondai erődtemplom (SB-II-a-A-12458)

## Híres emberek
- Lessesen született Victor Păcală (1874–1955) néprajzkutató.